# Akiko Matsuura
Akiko Matsuura (também conhecido como Akiko "Keex" Matsuura) é uma baterista e vocalista japonesa que é membro das bandas inglesas Pre e Comanechi, juntamente com o guitarrista Simon Petrovich. Originalmente de Osaka, Japão, ela também tocou bateria com The Big Pink, e tem um projeto paralelo chamado Sperm Javelin.

## Vida pessoal
Matsuura já namorou o ator inglês Charlie Heaton. Os dois compartilham um filho, Archie Heaton, nascido em 2014.
Após um tempo houve uma polêmica que diz que, Matssura havia mentido sua idade e havia obrigado a Charlie ter um filho com ela.